# قرار مجلس الأمن التابع للأمم المتحدة رقم 1416
قرار مجلس الأمن التابع للأمم المتحدة رقم 1416، المتخذ بالإجماع في 13 حزيران / يونيو 2002 بعد إعادة التأكيد على جميع القرارات المتعلقة بالحالة في قبرص، بما في ذلك القرار 1251 (1999)، مدد المجلس ولاية قوة الأمم المتحدة لحفظ السلام في قبرص لستة أخرى أشهر حتى 15 ديسمبر 2002.
وأشار مجلس الأمن إلى النداء الوارد في تقرير الأمين العام كوفي عنان للسلطات في قبرص وشمال قبرص للتصدي بشكل عاجل للوضع الإنساني المتعلق بالمفقودين. ورحب المجلس أيضا بالجهود المبذولة لتوعية أفراد حفظ السلام التابعين للأمم المتحدة بالوقاية من فيروس نقص المناعة البشرية / الإيدز والأمراض الأخرى ومكافحتها.
وبتمديد ولاية قوة الأمم المتحدة لحفظ السلام في قبرص، طلب القرار من الأمين العام أن يقدم تقريرا إلى المجلس بحلول 1 كانون الأول / ديسمبر 2002 بشأن تنفيذ القرار الحالي. كما حث الجانب القبرصي التركي على إنهاء القيود التي فُرضت في 30 حزيران / يونيو 2000 على عمليات قوة الأمم المتحدة المؤقتة في قبرص واستعادة الوضع العسكري الراهن في ستروفيليا.

## روابط خارجية
- نص القرار في undocs.org